# Episodi di Guardia costiera (undicesima stagione)
L'undicesima stagione della serie televisiva Guardia costiera è stata trasmessa in anteprima in Germania dalla ZDF tra il 10 ottobre 2007 e il 5 marzo 2008.
| nº | Titolo originale             | Titolo italiano            | Prima TV Germania | Prima TV Italia |
| -- | ---------------------------- | -------------------------- | ----------------- | --------------- |
| 1  | Brennendes Geheimnis         | Bruciante segreto          | 10 ottobre 2007   |                 |
| 2  | Seelenverkäufer              | I due skipper              | 17 ottobre 2007   |                 |
| 3  | Dunkle Pläne                 | Oscuri piani               | 24 ottobre 2007   |                 |
| 4  | Die letzte Chance            | Presunto colpevole         | 31 ottobre 2007   |                 |
| 5  | Schiff der Detektive         | La nave dei detective      | 7 novembre 2007   |                 |
| 6  | Schleichender Tod            | Morte lenta                | 14 novembre 2007  |                 |
| 7  | Tödliche Botschaft           | Messaggi letali            | 21 novembre 2007  |                 |
| 8  | Die einzige Zeugin           | L'unica testimone          | 28 novembre 2007  |                 |
| 9  | Die Angst im Nacken          | In preda al panico         | 5 dicembre 2007   |                 |
| 10 | Mörderische Erbschaft        | Eredità assassina          | 12 dicembre 2007  |                 |
| 11 | Alles hat seinen Preis       | Ogni cosa ha il suo prezzo | 19 dicembre 2007  |                 |
| 12 | Ungestillte Rache            | Vendetta inappagata        | 2 gennaio 2008    |                 |
| 13 | Blutrache                    | L'ultima immersione        | 9 gennaio 2008    |                 |
| 14 | Kaltblütig                   | A sangue freddo            | 16 gennaio 2008   |                 |
| 15 | Begraben in der Tiefe        | Caccia al tesoro           | 23 gennaio 2008   |                 |
| 16 | Spiel von Liebe und Tod      | Passione fatale            | 30 gennaio 2008   |                 |
| 17 | Die Abrechnung               | Il conto                   | 6 febbraio 2008   |                 |
| 18 | Vertrauen ist tödlich        | Fiducia mortale            | 13 febbraio 2008  |                 |
| 19 | Das Geheimnis der Hansekogge | Tesoro con sorpresa        | 20 febbraio 2008  |                 |
| 20 | Totgeliebt                   | Amore al veleno            | 27 febbraio 2008  |                 |
| 21 | Kurzschlusshandlung          | Sotto inchiesta            | 5 marzo 2008      |                 |